# Nils Jacobsson (teolog)
Nils Mauritz Valdemar Jacobsson, född 21 juli 1873 i Malmö, död 6 januari 1950 i Linköping, var en svensk lärare och författare.
Nils Jacobsson var son till stationsinspektoren Oscar Mauritz Valentin Jacobsson och bror till Ernst Jacobsson. Han avlade mogenhetsexamen i Gävle 1891, teoretisk teologisk examen 1894 i Uppsala och teologie licentiatexamen där 1904. År 1908 publicerade Jacobsson avhandlingen Den svenska herrnhutismens uppkomst. Han promoverades 1921 till teologie hedersdoktor vid Uppsala universitet. Åren 1905–1909 var Jacobsson lärare i Stockholm och 1909–1938 lektor i kristendom vid Linköpings högre allmänna läroverk. Han var även aktiv i Linköpings kyrkoliv, bland annat som medlem av kyrkorådet. Jacobsson ägnade sig åt omfattande forskning kring den svenska bosättningen i Delaware och den svenska indianmissionen. Resultaten av dessa undersökningar redovisade han i Svenskar och indianer (1922) och Per Lindeströms resa till Nya Sverige 1653–1656 (1923) samt i det till 300-årsminnet av Nya Sveriges grundläggning utgivna arbetet Svenska öden vid Delaware 1638–1831 (1938).